# Synchiropus
Genre
Synonymes
- Orbonymus Whitley, 1947
- Pterosynchiropus Nakabo, 1982
- Synchirops

Synchiropus est un genre de poissons de la famille des Callionymidés. Il regroupe les différentes espèces de poissons-mandarins

## Liste d'espèces
Selon World Register of Marine Species (30 janvier 2018) :
- Synchiropus altivelis (Temminck & Schlegel, 1845)
- Synchiropus atrilabiatus (Garman, 1899)
- Synchiropus australis (Nakabo & McKay, 1989)
- Synchiropus bartelsi Fricke, 1981
- Synchiropus circularis Fricke, 1984
- Synchiropus claudiae Fricke, 1990
- Synchiropus corallinus (Gilbert, 1905)
- Synchiropus delandi Fowler, 1943
- Synchiropus goodenbeani (Nakabo & Hartel, 1999)
- Synchiropus grandoculis Fricke, 2000
- Synchiropus grinnelli Fowler, 1941
- Synchiropus hawaiiensis Fricke, 2000
- Synchiropus ijimae Jordan & Thompson, 1914
- Synchiropus kanmuensis (Nakabo, Yamamoto & Chen, 1983)
- Synchiropus kinmeiensis (Nakabo, Yamamoto & Chen, 1983)
- Synchiropus kiyoae Fricke & Zaiser, 1983
- Synchiropus laddi Schultz, 1960
- Synchiropus lateralis (Richardson, 1844)
- Synchiropus lineolatus (Valenciennes, 1837)
- Synchiropus marmoratus (Peters, 1855)
- Synchiropus minutulus Fricke, 1981
- Synchiropus monacanthus Smith, 1935
- Synchiropus morrisoni Schultz, 1960 -- Poisson-mandarin de Morisson
- Synchiropus moyeri Zaiser & Fricke, 1985
- Synchiropus novaecaledoniae Fricke, 1993
- Synchiropus orientalis (Bloch & Schneider, 1801)
- Synchiropus orstom Fricke, 2000
- Synchiropus phaeton (Günther, 1861)
- Synchiropus picturatus (Peters, 1877) -- Poisson-mandarin bariolé ou dragonnet psychédélique
- Synchiropus postulus Smith, 1963
- Synchiropus rameus (McCulloch, 1926) -- Poisson-mandarin branchu
- Synchiropus randalli Clark & Fricke, 1985
- Synchiropus richeri Fricke, 2000
- Synchiropus rosulentus Randall, 1999
- Synchiropus rubrovinctus (Gilbert, 1905)
- Synchiropus sechellensis Regan, 1908
- Synchiropus signipinnis Fricke, 2000
- Synchiropus splendidus (Herre, 1927) -- Poisson mandarin ou Poisson cachemire
- Synchiropus springeri Fricke, 1983
- Synchiropus stellatus Smith, 1963 --Poisson mandarin étoilé
- Synchiropus sycorax Tea & Gill, 2016
- Synchiropus tudorjonesi Allen & Erdmann, 2012
- Synchiropus valdiviae (Trunov, 1981)
- Synchiropus zamboangana Seale, 1910

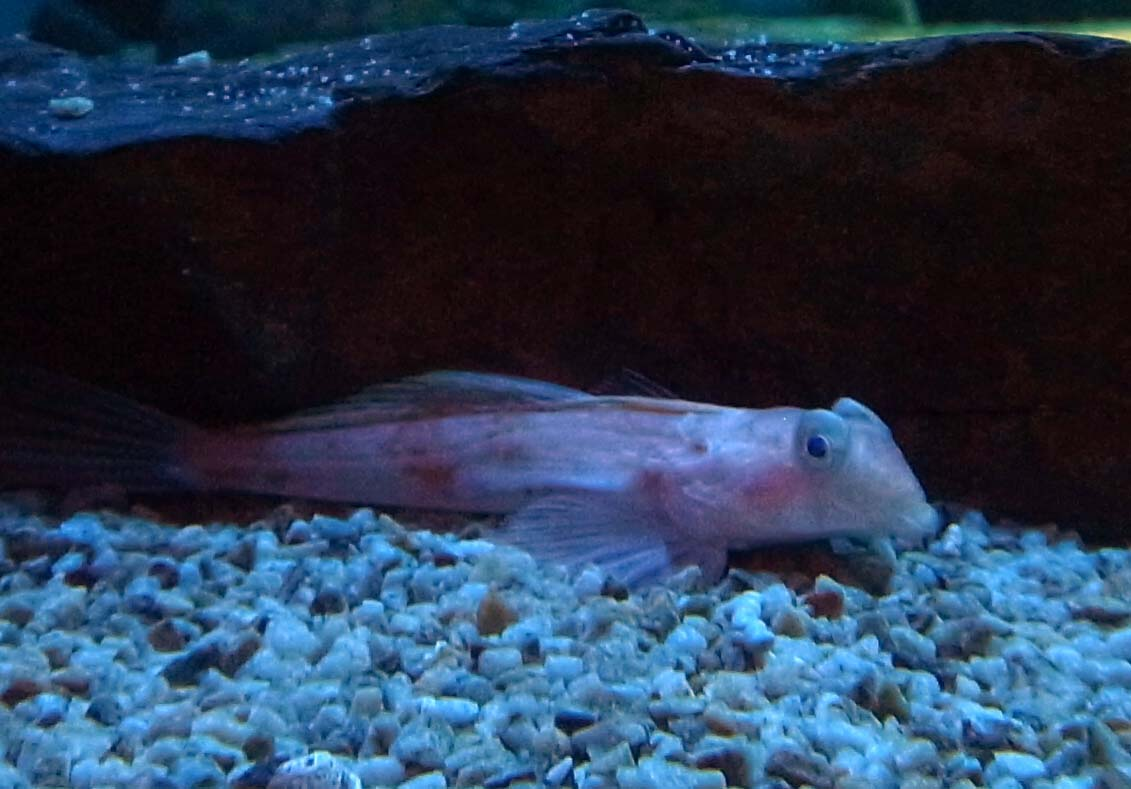
Synchiropus altivelis
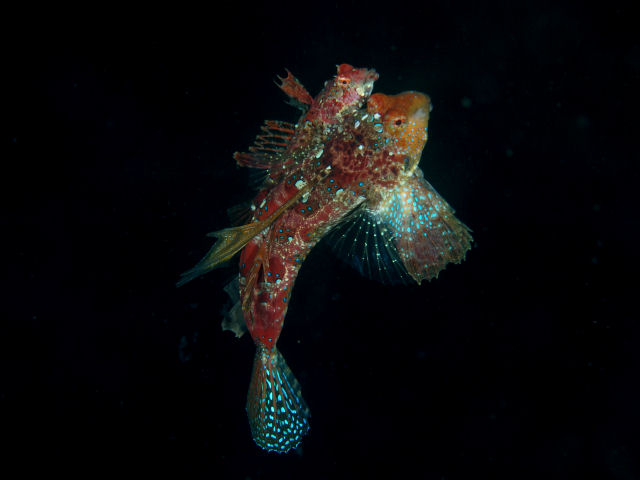
Synchiropus ijimae
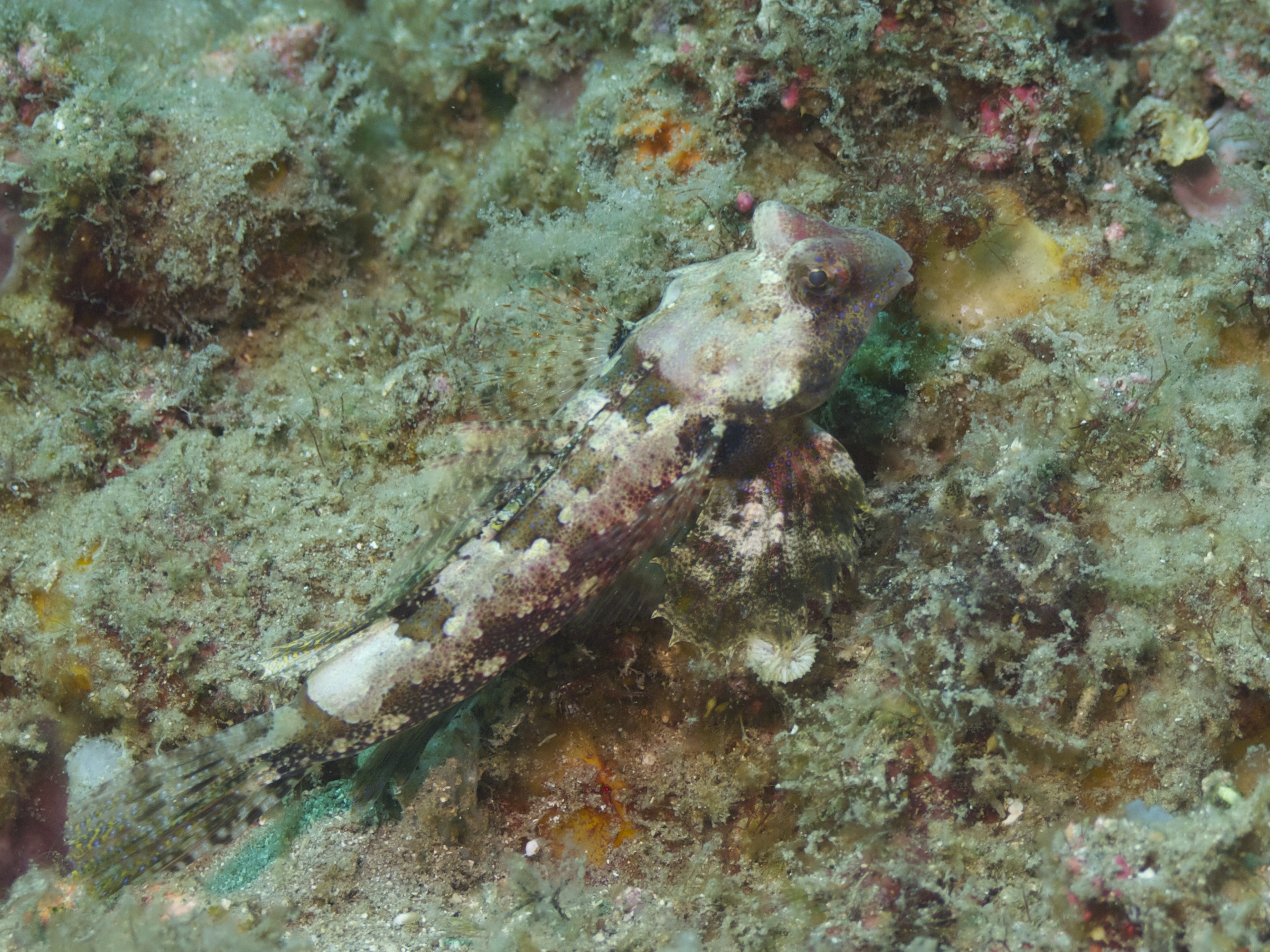
Synchiropus morrisoni
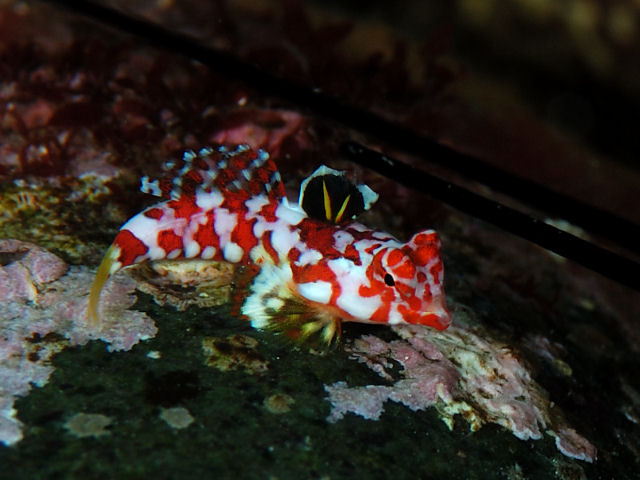
Synchiropus moyeri
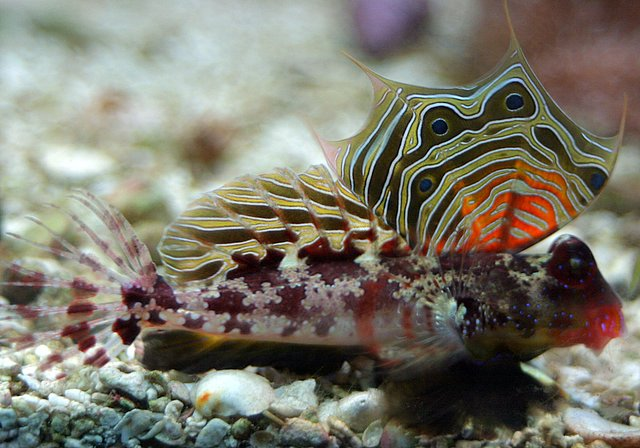
Synchiropus ocellatus
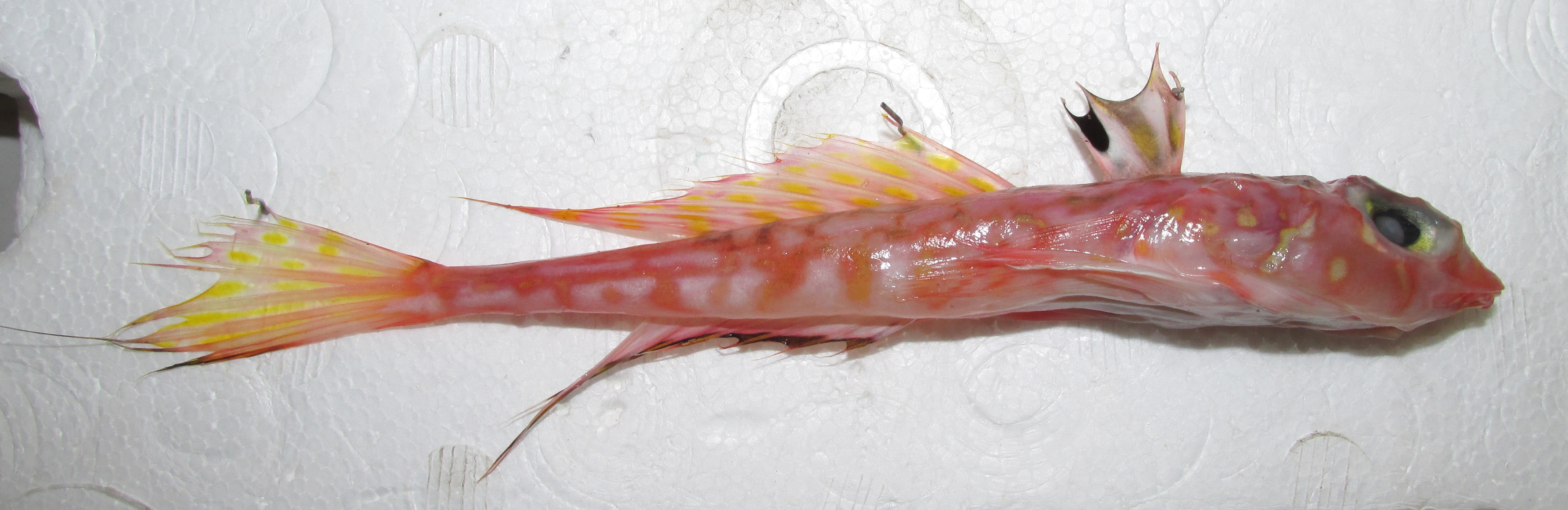
Synchiropus phaeton
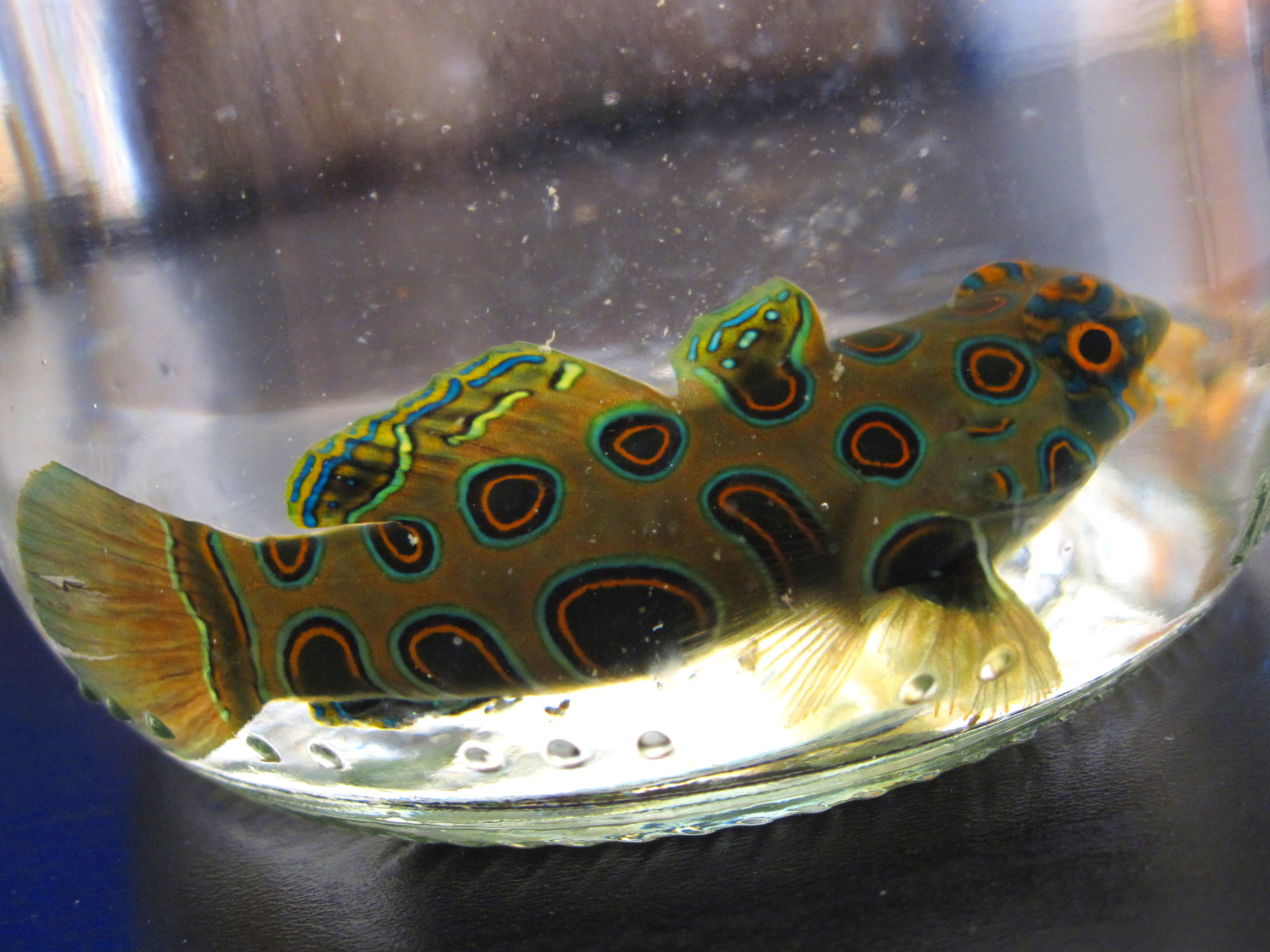
Synchiropus picturatus
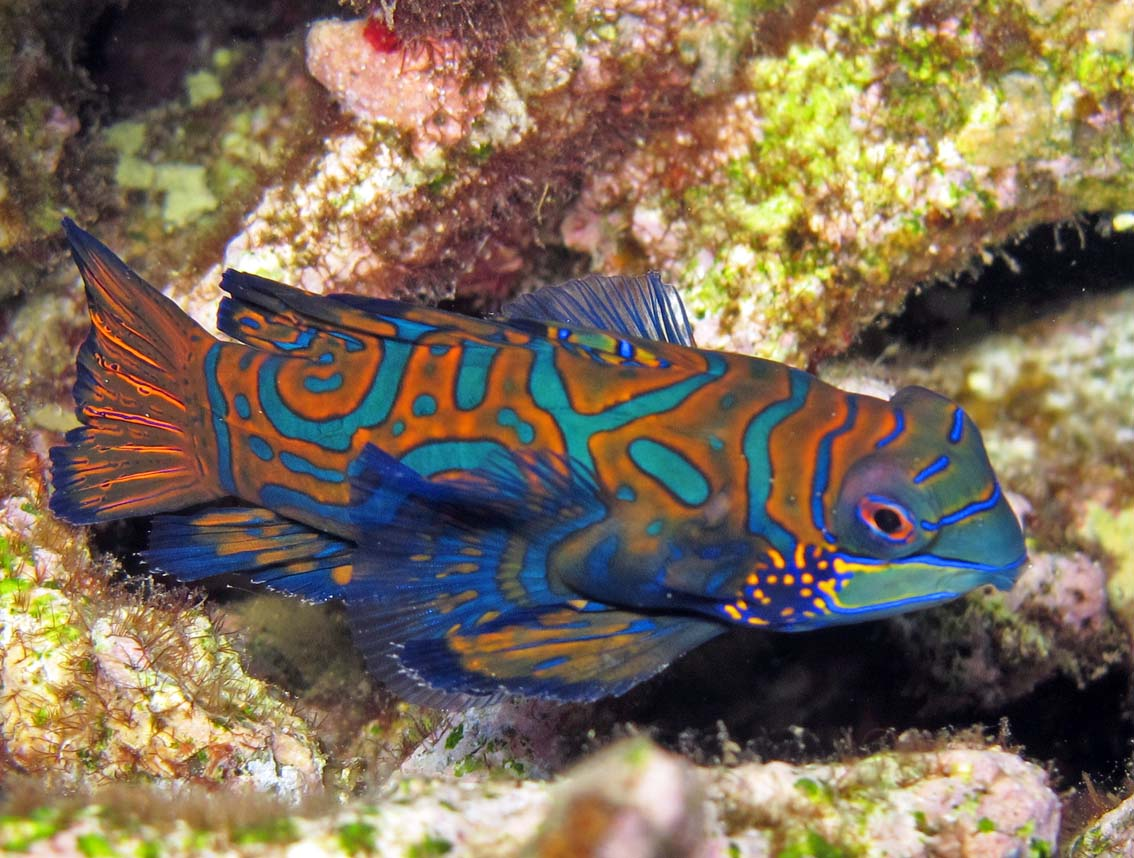
Synchiropus splendidus
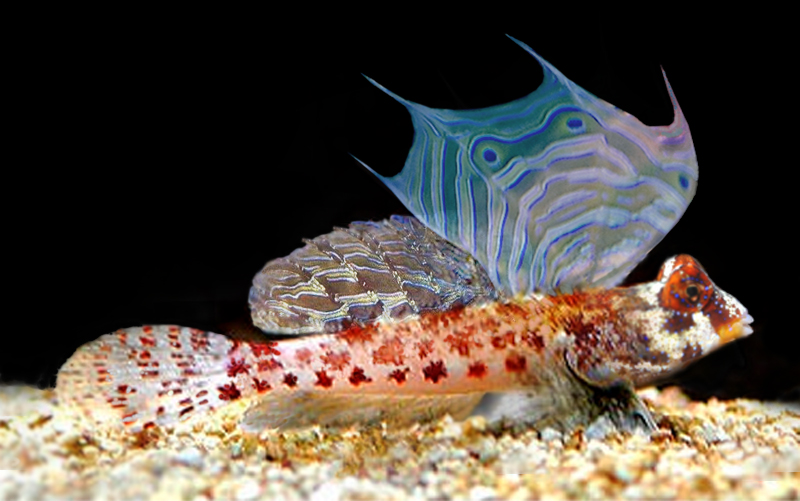
Synchiropus stellatus
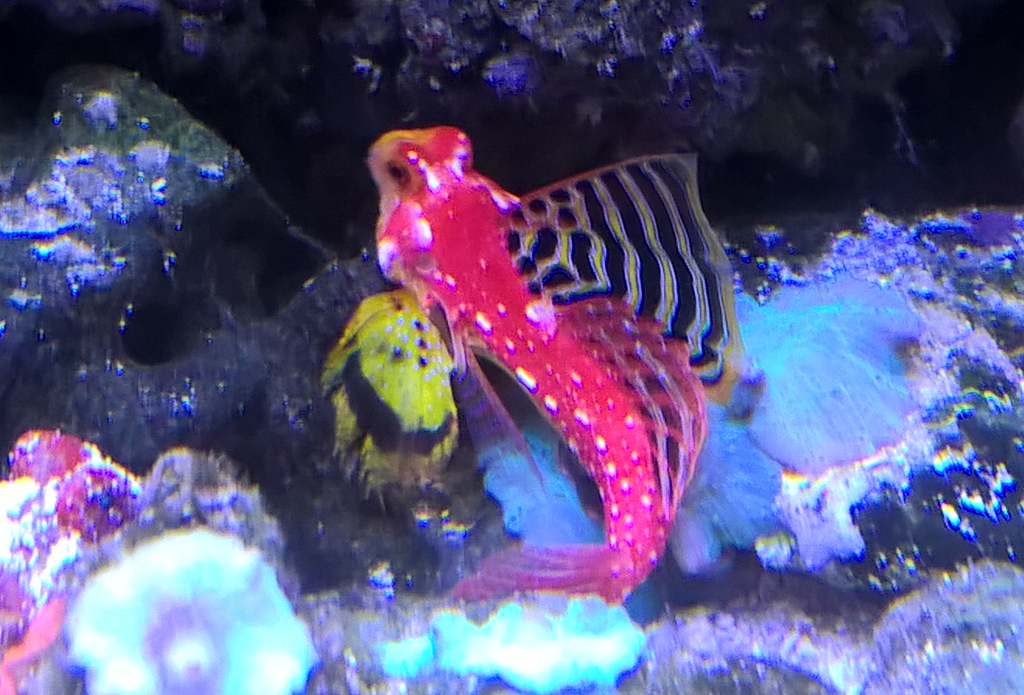
Synchiropus sycorax